# Gurun (Harau)
Gurun is een bestuurslaag in het regentschap Lima Puluh Kota van de provincie West-Sumatra, Indonesië. Gurun telt 1862 inwoners (volkstelling 2010).